# Atlas (måne)
För andra betydelser, se Atlas (olika betydelser).
Atlas (grekiska Άτλας) är en av de innersta av Saturnus månar. Den upptäcktes av Richard Terrile 1980 med hjälp av fotografier från Voyager 1. Ett annat namn är Saturnus XV och vid upptäckten fick den det temporära namnet S/1980 S 28. Namnet Atlas kommer från den grekiska mytologin: Atlas är guden som bär upp himlen.
Atlas troddes länge vara en herdemåne till A-ringen. Dess bana går strax utanför A-ringens ytterkant och bidrar med sin gravitation att hålla ringpartiklarna på plats. Det är dock nu bekräftat att den huvudsakliga förklaringen till A-ringens skarpa ytterkant är en 7:6-banresonans med de större men mer avlägsna månarna Janus och Epimetheus. 2004 upptäcktes en svag tunn ring, nu kallad R/2004 S1, i Atlas omloppsbana.
Ytan är relativt ljus och tros därför vara istäckt. Månen har en märklig form: den har en mycket hög ås som sträcker sig runt hela ekvatorn, och som får Atlas att likna ett "flygande tefat". Den mest sannolika förklaringen till åsen är att månen svept upp material från den närbelägna ringen. Materialet ackumuleras företrädesvis nära Atlas ekvatorsplan på grund av ringens tunnhet. Det visar sig att åsen når nästan ut till gränsen för Atlas rochelob, vilket innebär att eventuella partiklar som ansamlas på åsen förloras på grund av centrifugalkraften.